# Candé-sur-Beuvron
Candé-sur-Beuvron és un municipi francès, situat al departament del Loir i Cher i a la regió de Centre – Vall del Loira. L'any 2021 tenia 1.510 habitants.

## Demografia

### Població
El 2007 la població de fet de Candé-sur-Beuvron era de 1.437 persones. Hi havia 528 famílies, de les quals 104 eren unipersonals (48 homes vivint sols i 56 dones vivint soles), 172 parelles sense fills, 228 parelles amb fills i 24 famílies monoparentals amb fills.
La població ha evolucionat segons el següent gràfic:
Habitants censats

### Habitatges
El 2007 hi havia 607 habitatges, 540 eren l'habitatge principal de la família, 50 eren segones residències i 17 estaven desocupats. 600 eren cases i 2 eren apartaments. Dels 540 habitatges principals, 458 estaven ocupats pels seus propietaris, 71 estaven llogats i ocupats pels llogaters i 11 estaven cedits a títol gratuït; 2 tenien una cambra, 18 en tenien dues, 63 en tenien tres, 170 en tenien quatre i 287 en tenien cinc o més. 463 habitatges disposaven pel capbaix d'una plaça de pàrquing. A 183 habitatges hi havia un automòbil i a 326 n'hi havia dos o més.

### Piràmide de població
La piràmide de població per edats i sexe el 2009 era:
| Homes | Edats   | Dones |
| ----- | ------- | ----- |
| 0     | 95 o +  | 0     |
| 0     | 90 a 94 | 0     |
| 4     | 85 a 89 | 12    |
| 0     | 80 a 84 | 4     |
| 20    | 75 a 79 | 48    |
| 32    | 70 a 74 | 12    |
| 8     | 65 a 69 | 24    |
| 20    | 60 a 64 | 12    |
| 16    | 55 a 59 | 16    |
| 36    | 50 a 54 | 44    |
| 56    | 45 a 49 | 40    |
| 88    | 40 a 44 | 92    |
| 32    | 35 a 39 | 32    |
| 48    | 30 a 34 | 32    |
| 32    | 25 a 29 | 36    |
| 8     | 20 a 24 | 20    |
| 64    | 15 a 19 | 48    |
| 44    | 10 a 14 | 60    |
| 40    | 5 a 9   | 48    |
| 40    | 0 a 4   | 40    |

## Economia
El 2007 la població en edat de treballar era de 994 persones, 762 eren actives i 232 eren inactives. De les 762 persones actives 716 estaven ocupades (379 homes i 337 dones) i 46 estaven aturades (16 homes i 30 dones). De les 232 persones inactives 86 estaven jubilades, 96 estaven estudiant i 50 estaven classificades com a «altres inactius».

### Ingressos
El 2009 a Candé-sur-Beuvron hi havia 558 unitats fiscals que integraven 1.470,5 persones, la mediana anual d'ingressos fiscals per persona era de 18.854 €.

### Activitats econòmiques
Dels 53 establiments que hi havia el 2007, 1 era d'una empresa extractiva, 3 d'empreses alimentàries, 3 d'empreses de fabricació d'altres productes industrials, 8 d'empreses de construcció, 12 d'empreses de comerç i reparació d'automòbils, 1 d'una empresa de transport, 7 d'empreses d'hostatgeria i restauració, 3 d'empreses d'informació i comunicació, 1 d'una empresa financera, 3 d'empreses immobiliàries, 7 d'empreses de serveis, 1 d'una entitat de l'administració pública i 3 d'empreses classificades com a «altres activitats de serveis».
Dels 11 establiments de servei als particulars que hi havia el 2009, 1 era un taller de reparació d'automòbils i de material agrícola, 3 fusteries, 3 lampisteries, 1 empresa de construcció, 1 perruqueria i 2 salons de bellesa.
Dels 4 establiments comercials que hi havia el 2009, 1 era una botiga de més de 120 m², 1 una botiga de menys de 120 m², 1 una fleca i 1 una botiga de congelats.
L'any 2000 a Candé-sur-Beuvron hi havia 13 explotacions agrícoles.

## Equipaments sanitaris i escolars
El 2009 hi havia una escola elemental integrada dins d'un grup escolar amb les comunes properes formant una escola dispersa.

## Poblacions més properes
El següent diagrama mostra les poblacions més properes.